# Suchleb
Suchleb (deutsch Zukleba, sorbisch Suchy Klěb) ist eine Ortschaft in der Woiwodschaft Lebus im Westen von Polen. Sie gehört zur Landgemeinde Lipinki Łużyckie (Linderode) im Powiat Żarski (Kreis Żary (Sorau)). Frühere Namen des Ortes waren zur Ersterwähnung Zeukleybe, 1381 Czukleybe, 1697 Zuckläbe, bis 1909/10 Zugkleibe, anschließend Zukleba und vom 18. Oktober 1937 bis 1945 Steinfelde (Niederlausitz).

## Geographie
Der Ort liegt zwei Kilometer südlich von Lipinki Łużyckie und zehn Kilometer westsüdwestlich von Żary.

## Geschichte
Die erste urkundliche Erwähnung des Ortes stammt aus dem Jahr 1340. In dem Beleg mit dem Datum 13. Dezember 1340 wurde er mit dem Namen Zeukleybe verzeichnet. Im Besitz der Herrschaft Sorau, wurde das Dorf 1350 dem Nieder-Hospital Sorau zugeordnet, wo es bis ins 19. Jahrhundert blieb. Eine weitere Schreibweise findet sich auf Seite 26 des im Jahr 1381 erstellten Landregisters der Herrschaft Sorau: Czukleybe. Im Jahr 1520 wurde hier eine Kapelle mit dem Namen St. Maria Magdalena erwähnt, die nach der Reformation verfallen ist.
Circa 1600 wurden im Dorf ein Schulze und elf Bauern gezählt. Vor dem Dreißigjährigen Krieg gingen hier elf Bauern, drei Gärtner und zwei Häusler ihrer Tätigkeit nach. 1644 waren hier vier Bauern, ein Gärtner und ein Häusler tätig. In einem Beleg vom 26. Oktober 1697 findet sich für den Ort die Schreibweise Zuckläbe als Ortsname. 1708 sind zehn Bauern, vier Gärtner, sieben Büdner und insgesamt 39 Einwohner im Alter von 12 bis 60 Jahren verzeichnet worden. 1718 hatte das Dorf sieben Hüfner, vier Kossäten, sieben Häusler, eine Fläche von 13 ½ Hufen, eine Schatzung von 400 Gulden und die Einwohner waren nach Linderode eingepfarrt. 1723 wurden neun Bauern, fünf Gärtner und fünf Häusler hier gezählt. 1765 kam das Dorf zum Gubenschen Kreis im Kurfürstentum Sachsen. 1779 gab es im Dorf eine Schölzerei und es waren acht Bauern, fünf Gärtner, dreizehn Häusler, neun Hausgenossen, eine Hausbesitzerin und ein Müller unter den Einwohnern. 1795 wurden im Zusammenhang mit dem Gut Hospitalheide vier Freihäusler genannt. 1810 waren hier acht Ganzbauern, fünf Gärtner und siebzehn Häusler oder Büdner ansässig. Nachdem Zugkleibe 1815 zum Königreich Preußen gekommen war, wurde es im Jahr darauf Teil des neu gebildeten Kreises Sorau.
1818 wurden insgesamt 32 Feuerstellen im Dorf gezählt. Für 1820 ist erneut belegt, dass der Ort nach Linderode eingepfarrt war. 1823 waren im Ort ein Schulze, sieben Bauern, ein Halbbauer, fünf Gärtner, zwölf Häusler und ein Müller tätig. Auf einer Karte um 1860 ist als Siedlungsform für das Dorf ein kleines Reihendorf zu erkennen. Darüber hinaus ist auf dieser Karte auf der Gemarkung der Flurname Schönborn verzeichnet, was auf eine frühere Siedlung hinweisen könnte. Für das Jahr 1864 ist das Vorhandensein einer Wassermühle belegt. Im Jahr 1869 hatten die Gemeinde und der Gutsbezirk Gemarkungsgrößen von 2658 und 459 Morgen. 1900 bestand neben dem Dorf, mit einer Fläche von 679 Hektar noch das zum Ort zählende Gut Hospitalheide, mit einer dazu zählenden Fläche von 117 Hektar. Letzteres wurde jedoch 1928 mit der nördlich angrenzenden Gemeinde Linderode vereinigt.
Einwohnerentwicklung
| Jahr      | 1818 | 1846 | 1871 | 1900 | 1925 | 1939 |
| --------- | ---- | ---- | ---- | ---- | ---- | ---- |
| Einwohner | 223  | 315  | 345  | 255  | 228  | 210  |